# Декретни новац
Термин декретни новац се користи да означава:
- Било који новац кога је влада прогласила за законско средство плаћања.
- Држава издаје новац који није могуће ни правно конвертовати у било које друге ствари, ни у фиксне вредности, у смислу неког објективног стандарда.
- Новац без суштинске важности.

Термин потиче од латинске речи fiat, што значи „нека се уради“, јер је новац основан владином уредбом. Где се декретни новац користи као валута, термин декретна валута се користи. Данас, већина националних валута су декретне валуте, укључујући долар, Евро, и све остале резервне валуте.